# Bybi
Bybi er et socialt projekt i København, Danmark, der har til formål at skabe inkluderende fællesskaber og et rigere miljø med bier, honning, blomster og bestøvning som omdrejningspunkt. Bybi er en af Europas største byhonning producenter, og samarbejde med en række af private virksomheder, sociale projekter og institutioner. Konceptet går ud på, at "honning er noget vi laver sammen", dermed er alle, der kommer i kontakt med projektet omdannet fra at være passive forbrugere til aktive medproducenter. Det bliver man ved f.eks plante insektvenlige blomster eller ta' del i honningproduktion.